# Desarollo sostenible para la Amazonia Peruania
Desarollo sostenible para la Amazonia Peruania (DESAP, spanisch für „nachhaltige Entwicklung für das peruanische Amazonasgebiet“) ist ein Hilfswerk, dessen Zweck es ist, benachteiligte, verfolgte und/oder unterdrückte Menschen in Peru durch materielle Unterstützung zur Hilfe zur Selbsthilfe zu animieren. Dies gilt vor allem für das Departement Loreto (Bundesstaat im Amazonasgebiet von Peru), wo DESAP zurzeit ein Projekt betreibt. 
Dazu setzt sich DESAP als Nichtregierungsorganisation für eine globale, soziale Gerechtigkeit und die Verständigung zwischen Kulturen ein, um für sozial benachteiligte Menschen in Entwicklungsländern Verständnis zu gewinnen. 

## Projekt Mi Planta
Das Ziel des Projekts: Bedürftigen Familien im peruanischen Amazonasgebiet sollen befähigt werden ihre Lebenslage durch Eigenproduktion von Lebensmitteln zu verbessern. Laut Konzept sollen die Familien ihre Hausgärten nach spätestens zwei Jahren vollkommen unabhängig vom Projektleiter bewirtschaften können.
Vorerst konzentriert sich der Einsatz auf verschiedene Quartiere in San Juan, einem Außenbezirk der Stadt Iquitos. Deren mehrheitlich in Armut lebende Bevölkerung muss größtenteils ohne fließendes Wasser auskommen.